# Wolfgang Danne
Wolfgang Danne (Hildesheim, Alemanha Ocidental, 9 de dezembro de 1941 — Garmisch-Partenkirchen, 16 de junho de 2019) foi um patinador artístico alemão, que competiu em provas de duplas representando a Alemanha Ocidental. Ele conquistou uma medalha de bronze olímpica em 1968 ao lado da parceira Margot Glockshuber, e uma medalha de prata em campeonatos mundiais.

## Principais resultados

### Com Margot Glockshuber
| Resultados                                            | Resultados       | Resultados        | Resultados       | Resultados        | Resultados    | Resultados    | Resultados    | Resultados    | Resultados    | Resultados    | Resultados    | Resultados    |
| Internacional                                         | Internacional    | Internacional     | Internacional    | Internacional     | Internacional | Internacional | Internacional | Internacional | Internacional | Internacional | Internacional | Internacional |
| Evento/Temporada                                      | 1964– 1965       | 1965– 1966        | 1966– 1967       | 1967– 1968        |               |               |               |               |               |               |               |               |
| ----------------------------------------------------- | ---------------- | ----------------- | ---------------- | ----------------- | ------------- | ------------- | ------------- | ------------- | ------------- | ------------- | ------------- | ------------- |
| Jogos Olímpicos                                       |                  |                   |                  | Medalha de bronze |               |               |               |               |               |               |               |               |
| Campeonato Mundial                                    | 11.º             | 4.º               | Medalha de prata | WD                |               |               |               |               |               |               |               |               |
| Campeonato Europeu                                    | 7.º              | Medalha de bronze | Medalha de prata | 4.º               |               |               |               |               |               |               |               |               |
| Nacional                                              |                  |                   |                  |                   |               |               |               |               |               |               |               |               |
| Campeonato Alemão                                     | Medalha de prata | Medalha de bronze | Medalha de ouro  | Medalha de ouro   |               |               |               |               |               |               |               |               |
|                                                       |                  |                   |                  |                   |               |               |               |               |               |               |               |               |
| Legenda: Competição não foi disputada nesta temporada |                  |                   |                  |                   |               |               |               |               |               |               |               |               |

### Com Sigrid Riechmann
| Resultados         | Resultados        | Resultados        | Resultados    | Resultados    | Resultados    | Resultados    | Resultados    | Resultados    | Resultados    | Resultados    | Resultados    | Resultados    |
| Internacional      | Internacional     | Internacional     | Internacional | Internacional | Internacional | Internacional | Internacional | Internacional | Internacional | Internacional | Internacional | Internacional |
| Evento/Temporada   | 1962– 1963        | 1963– 1964        |               |               |               |               |               |               |               |               |               |               |
| ------------------ | ----------------- | ----------------- | ------------- | ------------- | ------------- | ------------- | ------------- | ------------- | ------------- | ------------- | ------------- | ------------- |
| Campeonato Mundial |                   | 9.º               |               |               |               |               |               |               |               |               |               |               |
| Campeonato Europeu | 11.º              | 6.º               |               |               |               |               |               |               |               |               |               |               |
| Nacional           |                   |                   |               |               |               |               |               |               |               |               |               |               |
| Campeonato Alemão  | Medalha de bronze | Medalha de bronze |               |               |               |               |               |               |               |               |               |               |